# Vela Rava
Vela Rava je dio naselja Rava na otoku Rava, smještenom u Zadarskom arhipelagu.
Naselje je smješteno u središnjem dijelu otoka, koristeći povoljan položaj uz uvale Marnjica, Grbačina i Grbavač na zapadnoj obali otoka (uz koje je vezana glavnina novije izgradnje kuća za stanovanje i odmor), te mogućnost pristupa uvalama Ivanoševica i Pavajsko na sjeveroistočnoj obali otoka. Vela Rava je još od srednjeg vijeka bila glavno središte na otoku. U starijem dijelu naselja na vrhu blago zaravnjene uzvisine (75 m do 82 m nadmorske visine) nalazi se seoska škola, župna crkva Uznesenja Blažene Djevice Marije (Vele Gospe; spominje se još 1391., temeljito je restaurirana 2006.), uljara i župni dvor, a u novijem dijelu naselja, uz uvalu Marnjicu, trgovina, pošta i restoran. Uz više manjih mulića i porta za brodice, u Marnjici se nalazi i riva uz koju pristaje putnički brod koji Ravu povezuje sa Zadrom. Turisti mogu koristiti i usluge kvalitetnoga ugostiteljskog objekta Villa Rava u uvali Grbavač. 
Na središnjem mjesnom trgu - Kolešću - označen je Centar Svita (slično kao u Ludbregu, Biloj Vlaci i brojnim drugim hrvatskim naseljima), po čemu je Rava poznata u zadarskom arhipelagu ("Rava - Centar Svita", "Ki ni vidi Rave ni vidi Svita"). U Veloj Ravi je uređeno nogometno igralište (Dragušina) gdje se svake godine, na dan Ravske fešte (Vela Gospa, 15. kolovoza), već više desetljeća održavaju tradicionalni malonogometni turniri. 